# Streblocerus serricaudatus
Streblocerus serricaudatus är en kräftdjursart som först beskrevs av Fischer 1849.  Streblocerus serricaudatus ingår i släktet Streblocerus och familjen Macrothricidae. Inga underarter finns listade i Catalogue of Life.